# Reichartshauser Bach
Der Reichartshauser Bach ist ein linker Zufluss des Weilbachs im bayerischen Odenwald.

## Verlauf
Der Reichartshauser Bach entspringt östlich von Reichartshausen. Er fließt in westliche Richtung und mündet östlich von Reuenthal in den Weilbach.